# UY Scuti

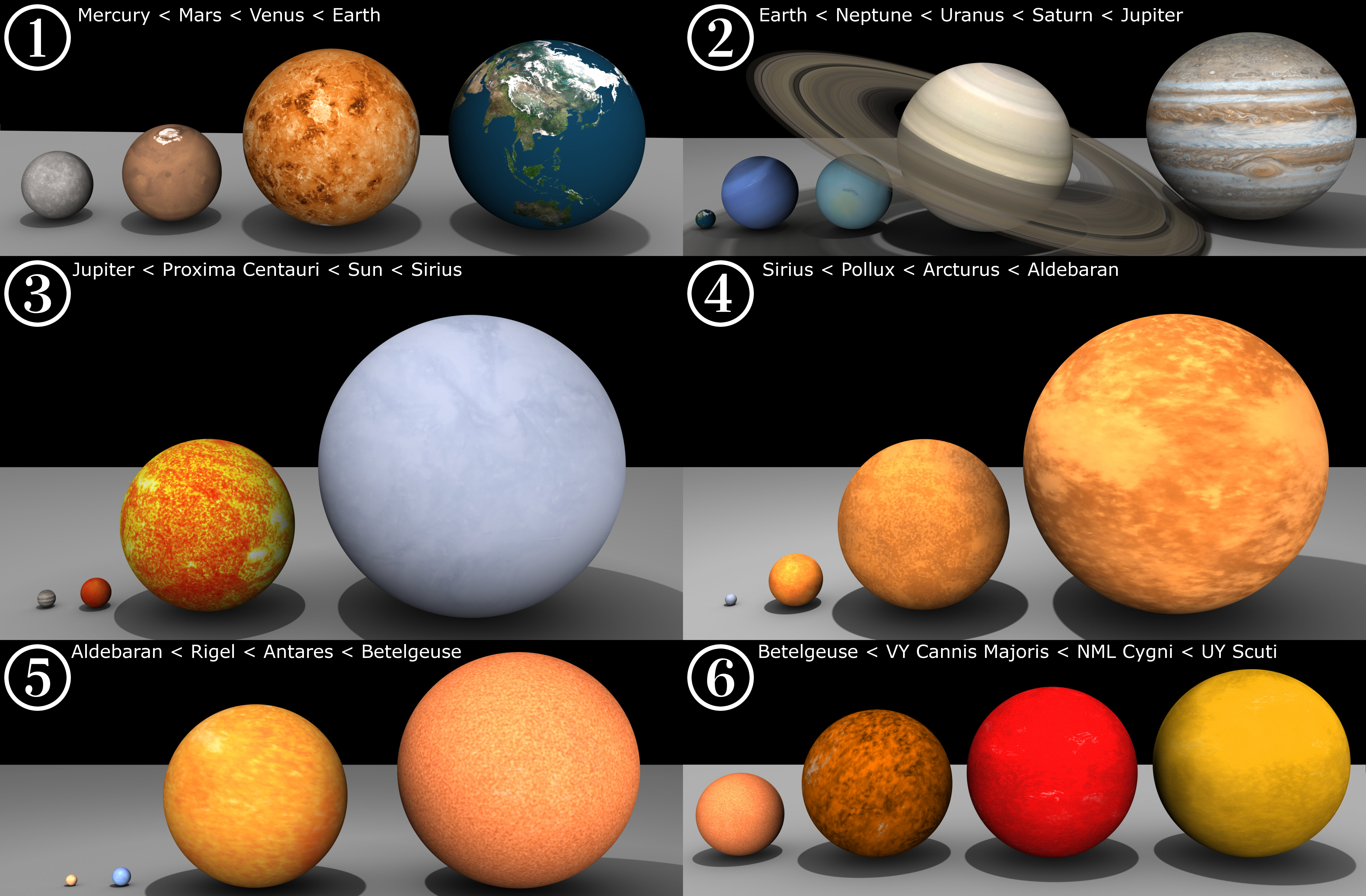
Los tamaños relativos de los planetas en el Sistema Solar y varias estrellas, incluyendo Betelgeuse
1. Mercurio < Marte < Venus < Tierra
2. Tierra < Neptuno < Urano < Saturno < Júpiter
3. Júpiter < Próxima Centauri < Sol < Sirio
4. Sirio < Pólux < Arturo < Aldebarán
5. Aldebarán < Rigel < Antares < Betelgeuse
6. Betelgeuse < VY CMa < NML Cyg < UY Sct.

UY Scuti (V* UY Sct, BD-12 5055, IRC -10422, RAFGL 2162) es una estrella supergigante roja en la constelación del Escudo. Posee un radio equivalente a 909 radios solares (un radio que correspondería a 632.500.000 km, 4,23 unidades astronómicas). Si esta estrella fuera nuestro Sol, englobaría todos los planetas del Sistema Solar interior (Mercurio, Venus La Tierra y Marte) e incluso Jupiter. UY Scuti tiene un volumen de aproximadamente 750 millones de veces el del Sol. 

## Características físicas
UY Scuti es una estrella semirregular variable con un período correspondiente a 740 días, presentando ligeras variaciones con el tiempo. Esta estrella estaba casi totalmente oscurecida por polvo y gas, similar a la nube de gas de la hipergigante roja VY Canis Majoris (estrella con un tamaño menor al de UY Scuti). Debido a esto, la cuestión de su verdadero tamaño todavía se discute, y podría tener un tamaño menor al estimado hasta ahora.

## Tamaño
En el verano de 2012, los astrónomos del Very Large Telescope en Chile midieron los parámetros de tres supergigantes cerca de la región del Centro Galáctico: UY Scuti, AH Scorpii y KW Sagittarii. Determinaron que las tres estrellas son más de 1.708 veces más grandes que el Sol, haciéndolas algunas de las estrellas más grandes conocidas. Los tamaños de las estrellas se definieron utilizando el radio de Rosseland, la ubicación en la que la profundidad óptica es 2/3.UY Scuti resultó ser la más grande de las tres estrellas medidas, en 1.708 ± 192 R☉. Esto hace que el radio de la estrella sea el segundo más grande de cualquier estrella y aproximadamente 1,925 veces el tamaño de Betelgeuse. 
Una nueva estimación basada en la luminosidad y temperatura de UY Scuti redujo el radio a 909 Rsol.La distancia de UY Scuti se midió a solo 5.900 años luz en 2021, utilizando un método que utiliza el paralaje, el color y la magnitud aparente de la estrella.
Un objeto hipotético que viajase a la velocidad de la luz tardaría cerca de 3,8 horas para viajar alrededor de UY Scuti, mientras que tardaría 14,5 segundos para circundar el sol.

## Masa
La masa de UY Scuti es también incierta, principalmente porque no tiene una estrella compañera visible por la cual su masa pueda ser medida a través de la interferencia gravitatoria. Los modelos evolutivos estelares concluyen que la masa inicial de una estrella (la masa de una estrella cuando se forma) llegando a la etapa supergigante roja como UY Scuti habría sido alrededor de 25 M☉ (posiblemente hasta 40 M☉ para una estrella no giratoria ), Y probablemente ha perdido más de la mitad de esa cifra.

## Supernova
Sobre la base de modelos actuales de evolución estelar, UY Scuti ha comenzado a fusionar helio y sigue fusionando hidrógeno en una cáscara alrededor del núcleo. La ubicación de UY Scuti profundamente dentro del disco de la Vía Láctea sugiere que es una estrella rica en metal.
UY Scuti debe fundir el litio, el carbono, el oxígeno, el neón y el silicio en su núcleo en el próximo millón de años. Después de esto, su núcleo comenzará a producir hierro, interrumpiendo el equilibrio de gravedad y radiación en su núcleo y resultando en un núcleo de colapso supernova. Se espera que estrellas como UY Scuti evolucionen de nuevo a temperaturas más calientes para convertirse en una variable azul luminosa, amarilla hipergigante o una estrella Wolf-Rayet, creando un fuerte viento estelar que expulsará sus capas externas y expondrá el núcleo antes de explotar como una supernova tipo IIb, IIn o tipo Ib/Ic.